# Katadioptrisches Dialyt
Das katadioptrische Dialyt ist ein Spiegellinsen-Objektiv oder -Teleskop, das aus zumindest zwei separierten Linsen, von denen eine verspiegelt ist, besteht und also katoptrische und dioptrische Elemente enthält. Diese Systeme wurden bereits von Isaac Newton angedacht, aber erstmals von Hamilton 1814 publiziert. Zwischenzeitlich wurden eine Reihe von Varianten gefunden, die ein großes Sichtfeld mit geringen Abbildungsfehlern besitzen.

## Ausführungen

### Hamilton
Das Dialyt nach Hamilton (auch Brachymedial) besteht aus einer frontseitigen Sammellinse aus Kronglas, gefolgt von einer beabstandeten Meniskuslinse aus Flintglas, deren Rückseite verspiegelt ist. Wenngleich viele Abbildungsfehler gut korrigiert sind, weist es in dieser einfachen Form einen starken lateralen Chromatismus auf. Neuere Untersuchungen zeigen, dass dieser mit einer Korrektionslinse nahe dem Brennpunkt erheblich verringert werden kann.
Ein Hilfsteleskop nach dieser Bauform mit 50 cm Öffnung und zusätzlichem Korrektor befindet sich in der Sternwarte von Swenigorod.

### Schupmann
Hauptartikel: Schupmann-Medial-Fernrohr
Das von Ludwig Schupmann gegen Ende des 19. Jahrhunderts entwickelte und als „Medial“ bezeichnete Teleskop erhöht den Abstand der verspiegelten Meniskuslinse, so dass sie hinter dem Brennpunkt der Frontlinse liegt. Im Brennpunkt befindet sich eine weitere Sammellinse - oder ein Sammelspiegel. Durch diese Konstruktion wird der laterale Chromatismus vermieden. Jedoch müssen die optische Elemente gegeneinander verkippt werden, damit das Bild erreichbar ist, was andere Abbildungsfehler nach sich zieht.
Eine Teleskop mit 30 cm-Apertur wurde in den Jahren 1900–1901 in der Urania-Sternwarte in Berlin erprobt; eine Ausführung mit 38,5 cm-Öffnung 1913 in der Sternwarte von Landstuhl installiert. Beide Teleskope wurden von Schupmann selbst entworfen und enthalten eine weitere Korrekturlinse direkt vor der verspiegelten Meniskuslinse: in der ersten Variante aus Flintglas, in der späteren aus auch damals gut verfügbarem Kronglas, aus dem auch das Objektiv gefertigt ist. Schupmann weist auch auf eine Alternative mit nur einer Meniskuslinse aus Flintglas hin, bei der aber geringe chromatische Aberrationen verblieben.
Später folgten der Rathenower Refraktor mit 70 cm- und 2002 das Swedish Solar Telescope mit 1 m-Öffnung.

### Wiedemann-Busack-Riccardi-Honders
Systeme in der Hamilton-Anordnung, aber mit gleichen Glassorten für Sammellinse und Meniskuslinse wurden verschiedentlich weiterentwickelt. E. Wiedemann entwarf um 1980 das „Astrostar“, bei dem eine kompakte Bauform durch eine Rückreflexion an der einseitig planen Sammellinse erreicht wurde.
Hans-Jürgen Busack entwickelte 1998 und 2000 zwei Varianten, erstere mit frontseitigen Lichtaustritt, letztere in Cassegrain-Anordnung; zudem skizziert er einen Schiefspiegler, der die zentrale Obstruktion der beiden Anordnungen vermeidet.
Diese Ausführungen haben die Konsequenz, dass das Sammellinse schwächer ausgeführt und eine zusätzliche Linse nahe dem Fokus eingesetzt werden muss. Sie weisen sehr geringe optische Fehler auf, erfordern aber andererseits sehr geringe Toleranzen der optischen Elemente und deren Justierung zueinander.
Systeme nach Klaas Honders und Massimo Riccardi werden als Teleskop mit 30 cm Apertur und einem Sichtfeld von 3° kommerziell angeboten.

### Terebizh
Terebizh stellte 2007 zwei Varianten mit 50 und 100 cm Apertur vor, die einen mehrelementigen Korrektor nahe dem Fokus besitzen. Die Entwürfe von Terebizh zeichnen sich dadurch aus, das die Linsen an der Lichteintrittsposition nach der Reflexion am Manginspiegel ein weiteres Mal durchlaufen werden, bevor der Korrektor erreicht wird. Beide weisen ein ebenes, nahezu beugungsbegrenztes Bild auf, erstere mit einem Bildfeld von 7° und einem Öffnungsverhältnis von 1:2, zweitere mit einem Bildfeld von 10° und einem Öffnungsverhältnis von 1:1,7. Die zweite Variante erreicht die hervorragenden Eigenschaften durch zwei Linsen an der Lichteintrittsposition.

### PerkinElmer
Der Optiker Juan L. Rayces 1970 entwarf für PerkinElmer ein neuartiges Objektiv das aus einem einzigen Glaskorpus besteht. Kurzzeitig wurde eine Version auch von Vivitar vertrieben, es setzte sich aber- wohl aufgrund des höheren Gewichts- nicht durch.